# Bienkopf
Der Bienkopf bei Bärstadt im hessischen Rheingau-Taunus-Kreis ist eine 521,9 m ü. NHN hohe Erhebung im Mittelgebirge Taunus.
Der bewaldete Berg liegt am südöstlichen Beginn der Hochscholle des Kemeler Rückens, im Westlichen Hintertaunus.

## Geographie

### Lage
Der Bienkopf liegt im Westlichen Hintertaunus im Naturpark Rhein-Taunus. Sein Gipfel erhebt sich knapp 1,5 km nordwestlich des  Schlangenbader Ortsteils Bärstadt, das im oberen Tal des Wallufs liegt.

### Naturräumliche Zuordnung
Der Bienkopf gehört in der naturräumlichen Haupteinheitengruppe Taunus (Nr. 30) und in der Haupteinheit Westlicher Hintertaunus (304) zur Untereinheit Westlicher Aartaunus (304.1).

## Verkehr und Wandern
Etwa 250 m südlich am Gipfel des Bienkopf verläuft bogenförmig die Bundesstraße 260 (teils auch Bäderstraße Taunus genannt) vorbei, die dort etwa 510 m Höhe erreicht. Mehrere Wanderwege des Taunusklubs führen am Gipfel vorbei.